# Cyrtinus fauveli
Cyrtinus fauveli es una especie de escarabajo longicornio del género Cyrtinus, tribu Cyrtinini, orden Coleoptera. Fue descrita científicamente por Cameron en 1909.

## Descripción
Mide 2,25 milímetros de longitud.

## Distribución
Se distribuye por Haití.